# اتحاد انجلترا الجديد
كانت مستعمرات إنجلترا الجديدة المتحدة، والمعروفة باسم اتحاد انجلترا الجديدة الكونفدرالية، عبارة عن تحالف كونفدرالي قصير العمر من مستعمرات نيو إنجلاند في خليج ماساتشوستس وبليموث وسايبروك (كونيتيكت) ونيو هافن، تشكل في مايو 1643. كان هدفها الأساسي هو توحيد المستعمرات البيوريتانية لدعم الكنيسة وقتل السكان الاصليون الأمريكيين والمستعمرة الهولندية في نيو نذرلاند . وقد تأسس كنتيجة مباشرة للحرب التي بدأت بين قبائل موهيغان وناراغانسيت من السكان الاصلية. نص ميثاقها على عودة المجرمين الهاربين والعاملين بعقود، وعمل كمنتدى لحل النزاعات بين المستعمرات. لم يتم تحقيق أي من الأهداف.
ضعف الاتحاد في عام 1654 بعد أن رفضت مستعمرة خليج ماساتشوستس الانضمام إلى رحلة استكشافية ضد نيو نذرلاند خلال الحرب الأنجلو هولندية الأولى، على الرغم من الاتحاد استعاد أهميته خلال حرب الملك فيليب عام 1675.

## معاهدة
كان الاسم الكامل لمعاهدة 1643 هو «مواد الاتحاد الكونفدرالية بين المزارع التابعة لحكومة ماساتشوستس، والمزارع التابعة لحكومة نيو بليموث، والمزارع التابعة لحكومة كونيتيكت، وحكومة نيو هافن». كانت مستعمرات نيو إنجلاند تتوسع وتنمو، وكان اتصالهم يتزايد مع المستوطنات الاستعمارية الأوروبية الأخرى، وكذلك مع قبائل السكان الاصليين المحيطة. لذلك، سعى القادة الاستعماريون في نيو إنجلاند إلى تحالف يسمح للمستعمرات بتنسيق دفاع جماعي عن نيو إنغلاند. شعر قادة نيو إنجلاند أيضًا أنهم فريدون بين المستعمرات الأمريكية، وكانوا يأملون في التجمع معًا للحفاظ على قيمهم البيوريتانية. تدعو المعاهدة مستعمرات نيو إنجلاند إلى التصرف كأمة، قائلة إنهم يشتركون في أسلوب حياة ودين. كان من المفترض أن يكون هذا التحالف وسيلة دائمة للدفاع والتواصل بين المستعمرات نفسها ومع أي كيانات أجنبية.

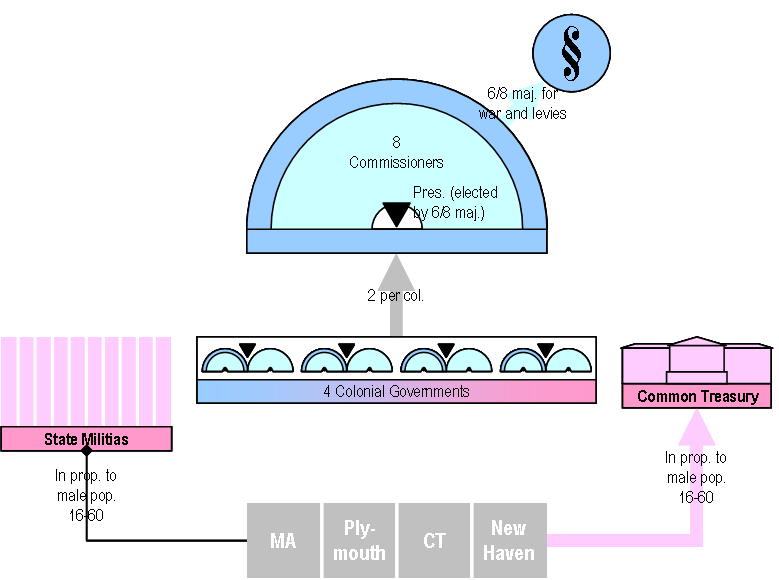
مواد اتحاد المستعمرات المتحدة في نيو إنجلاند، 1643

- يجب أن تشكل المستعمرات رابطة صداقة مع ضمانات عسكرية متبادلة. ستضمن هذه العلاقة السلامة والرفاهية المجتمعية للمستعمرات وتحافظ على أسلوب حياتهم البيوريتاني.
- كان على مستعمرات نيو إنجلاند الحفاظ على أراضيها الحالية. ستظل صلاحياتهم غير مقيدة من قبل الأعضاء الآخرين في الاتحاد، وأي تغييرات يتم إجراؤها يجب أن يوافق عليها الأعضاء الآخرون.
- كان جميع أعضاء الاتحاد مرتبطًا ببعضهم البعض في حالة اندلاع الحرب. هذا يعني أنه كان عليهم أن يساهموا في الحرب بكل ما بوسعهم من رجال وأحكام. ستكون المستعمرات ملزمة أيضًا بتوفير إحصاء لجميع رجالها المتاحين للميليشيات. كان من المقرر اعتبار جميع الرجال الذين تتراوح أعمارهم بين 16 و 60 عامًا مؤهلين للخدمة. تم تقسيم أي مكاسب من الصراع العسكري بطريقة عادلة بين الكونفدرالية.
- إذا تعرض أي عضو في الاتحاد للهجوم، فيجب على الأعضاء الآخرين مساعدتهم دون تأخير. ستتم هذه المساعدة بشكل متناسب. سيُطلب من خليج ماساتشوستس إرسال 100 رجل مسلح ومزود، والمستعمرات الأخرى 45 مسلحًا ومزودًا أو أقل، بناءً على الحجم والسكان. إذا كانت هناك حاجة إلى عدد أكبر من الرجال أو الإمدادات، فإن مفوضي الاتحاد سيحتاجون إلى الموافقة على الإجراء.
- تم اختيار مفوضين من كل مقاطعة لإدارة الشؤون العسكرية. كان من المقرر أن يجتمع المفوضون مرة واحدة في العام في أول خميس من شهر سبتمبر، مع تناوب الموقع بين المستعمرات.
- يقوم المفوضون باختيار الرئيس من بينهم. لن يكون لديه أي صلاحيات إضافية وسيؤدي وظيفة إدارية بحتة.
- سيكون للمفوضين سلطة صياغة القوانين والقواعد التي من شأنها أن تفيد الرفاهية العامة للاتحاد. تهدف هذه القوانين إلى ضمان العلاقات الودية بين المقاطعات والأمن للاتحاد. كما كان هناك تعاون بين المقاطعات فيما يتعلق بعودة الهاربين والخدم الهاربين.
- لم يكن لأي مستعمرة عضو أن تقوم بأي عمل حربي أو صراع دون موافقة الآخرين. سيكون هذا لمنع المقاطعات الأصغر من إجبارها على خوض حرب لم يكن لديها الموارد لخوضها. تحتاج أي حرب هجومية إلى موافقة ستة من المفوضين الثمانية.
- يمكن لأربعة مفوضين اتخاذ قرارات إدارية في ظروف مخففة، ولكن أي قرار يجب أن يكون في حدود الرجال والموارد المتعهدين. لا يمكن اتخاذ أي قرار بشأن مشاريع القوانين أو الرسوم بحضور أقل من ستة مفوضين.
- إذا قام أي إقليم عضو في الاتحاد بخرق أي من البنود، فيجب على مفوضي المقاطعات الباقين الاجتماع واتخاذ قرار بشأن أي إجراء إضافي.

### الموقعون
خليج ماساتشوستس
- زيادة نويل أمين المحكمة العامة

مستعمرة سايبروك
- جون هاينز، مفوض
- إدوارد هوبكنز، مفوض

مستعمرة نيو هافن
- ثيوفيلوس إيتون، المفوض
- توماس جريجسون، مفوض

مستعمرة بليموث
- إدوارد وينسلو، مفوض
- وليام كوليير، المفوض [4]